# Liste der denkmalgeschützten Objekte in Schattendorf
Die Liste der denkmalgeschützten Objekte in Schattendorf enthält die 6 denkmalgeschützten, unbeweglichen Objekte der Gemeinde Schattendorf.

## Denkmäler
| Foto  |                 | Denkmal                                                                     | Standort                                           | Beschreibung | Metadaten |
| ----- | --------------- | --------------------------------------------------------------------------- | -------------------------------------------------- | --- | --- |
| ja BW | Datei hochladen | Hügelgräberfeld Haidspitzwald HERIS-ID: 59811 Objekt-ID: 71403              | Langleiten, Gemeindewald Standort KG: Schattendorf | Die Gräber sind in die Kalenderbergkultur, in die ältere Stufe der Hallstattkultur, in die Zeit um 700 bis 600 vor Christus einzuordnen. Von den 30 Hügeln sind 14 ungestört. | BDA-Hist.: Q38088801 Status: Bescheid Stand der BDA-Liste: 2025-06-30 Name: Hügelgräberfeld Haidspitzwald GstNr.: 1408, 1409, 1410, 1411                             |
| ja    | Datei hochladen | Kath. Pfarrkirche Zum hl. Erzengel Michael HERIS-ID: 22592 Objekt-ID: 18925 | östlich Kirchenplatz 4 Standort KG: Schattendorf   | Erbaut um 1703, Anbau des Turms 1747 | BDA-Hist.: Q27300877 Status: § 2a Stand der BDA-Liste: 2025-06-30 Name: Kath. Pfarrkirche Zum hl. Erzengel Michael GstNr.: 213 Pfarrkirche hl. Michael, Schattendorf |
| ja    | Datei hochladen | Pest-/Dreifaltigkeitssäule HERIS-ID: 22596 Objekt-ID: 18929                 | Kirchenplatz Standort KG: Schattendorf             | Seit 1932 mit Ölfarben bestrichen. Inschrift: Heilige Dreifaltigkeit, behüte uns vor Pest, Hungersnot und Krieg. Amen Luka Anna Franta von Stinkenbrunn 1830–1900 Die Säule wurde in den Abendstunden des 10. August 2017 im Zuge eines schweren Unwetters durch abgebrochene Äste der umstehenden Bäume zerstört. | BDA-Hist.: Q37870944 Status: § 2a Stand der BDA-Liste: 2025-06-30 Name: Pest-/Dreifaltigkeitssäule GstNr.: 214                                                       |
| ja    | Datei hochladen | Hl. Johannes Nepomuk-Kapelle HERIS-ID: 22598 Objekt-ID: 18931               | Ödenburger Straße Standort KG: Schattendorf        | Errichtet um 1715 (zweite große Pestzeit) | BDA-Hist.: Q37870984 Status: § 2a Stand der BDA-Liste: 2025-06-30 Name: Hl. Johannes Nepomuk-Kapelle GstNr.: 218                                                     |
| ja    | Datei hochladen | Figurenbildstock Hl. Familie/Lüßkreuz HERIS-ID: 22597 Objekt-ID: 18930      | Baumgartnerstraße Standort KG: Schattendorf        | Laut mündlicher Überlieferung errichtet zum Gedenken an die letzten Choleraepidemien (1832 und 1849). | BDA-Hist.: Q37870971 Status: Bescheid Stand der BDA-Liste: 2025-06-30 Name: Figurenbildstock Hl. Familie/Lüßkreuz GstNr.: 3179                                       |
| ja    | Datei hochladen | Ecce Homo-Bildstock/Untenkreuz HERIS-ID: 111115 Objekt-ID: 128899           | Wiener Neustädter Straße Standort KG: Schattendorf | Bildstock mit dornengekröntem Christus „Ecce Homo“. Am Säulenschaft ovale Kartusche mit unleserliche Inschrift und der Jahreszahl 1707. | BDA-Hist.: Q37821833 Status: Bescheid Stand der BDA-Liste: 2025-06-30 Name: Ecce Homo-Bildstock/Untenkreuz GstNr.: 3612                                              |